# Sci alpino al XVI Festival olimpico invernale della gioventù europea
Le gare di sci alpino al XVI Festival olimpico invernale della gioventù europea si sono svolte dal 23 al 28 gennaio 2023 alla Ski Area di Tarvisio, in Italia.
Sono state disputate tre gare maschili e tre gare femminili, per un totale di 6 gare., a cui hanno preso parte atleti e atlete nati nel 2005 e nel 2006.

## Programma
| Data       | Ora (UTC+1)   | Evento                              |
| ---------- | ------------- | ----------------------------------- |
| 21 gennaio | 09:00 - 12:00 | Allenamento                         |
| 22 gennaio | 09:00 - 12:00 | Allenamento                         |
| 23 gennaio | 10:30 - 13:00 | Super-G maschile                    |
| 24 gennaio | 10:30 - 13:00 | Super-G femminile                   |
| 25 gennaio | 09:30         | Slalom gigante maschile - Manche 1  |
| 25 gennaio | 12:30 - 14:00 | Slalom gigante maschile - Manche 2  |
| 26 gennaio | 09:30         | Slalom gigante femminile - Manche 1 |
| 26 gennaio | 12:30 - 14:00 | Slalom gigante femminile - Manche 2 |
| 27 gennaio | 09:30         | Slalom maschile - Manche 1          |
| 27 gennaio | 12:30         | Slalom maschile - Manche 2          |
| 28 gennaio | 09:30         | Slalom femminile - Manche 1         |
| 28 gennaio | 12:30         | Slalom femminile - Manche 2         |

## Podi

### Ragazzi
| Evento                    | Oro           | Tempo   | Argento          | Tempo   | Bronzo         | Tempo   |
| Super-G (dettagli)        | Attila Banyai | 1:03.75 | Rasmus Bakkevig  | 1:03.79 | Moritz Zudrell | 1:03.84 |
| Slalom gigante (dettagli) | Miha Oserban  | 2:40.05 | Rasmus Bakkevig  | 2:40.54 | Moritz Zudrell | 2:41.03 |
| Slalom (dettagli)         | Emile Baur    | 1:32.08 | Gustav Wissiting | 1:32.22 | Moritz Zudrell | 1:32.57 |

### Ragazze
| Evento                    | Oro            | Tempo   | Argento          | Tempo   | Bronzo           | Tempo   |
| Super-G (dettagli)        | Laura Huber    | 1:05.32 | Nadine Hundegger | 1:05.95 | Tatum Bieler     | 1:05.99 |
| Slalom gigante (dettagli) | Ludovica Righi | 2:46.48 | Moa Landström    | 2:46.75 | Nadine Hundegger | 2:46.84 |
| Slalom (dettagli)         | Leonie Rach    | 1:32.83 | Laila Illig      | 1:33.72 | Moa Landström    | 1:33.74 |

## Medagliere
| Posiz. | Nazione  | Oro | Argento | Bronzo | Totale |
| ------ | -------- | --- | ------- | ------ | ------ |
| 1      | Austria  | 1   | 1       | 4      | 6      |
| 2      | Italia   | 1   | 0       | 1      | 2      |
| 3      | Francia  | 1   | 0       | 0      | 1      |
| 3      | Ungheria | 1   | 0       | 0      | 1      |
| 3      | Slovenia | 1   | 0       | 0      | 1      |
| 3      | Svizzera | 1   | 0       | 0      | 1      |
| 7      | Svezia   | 0   | 2       | 1      | 3      |
| 8      | Norvegia | 0   | 2       | 0      | 2      |
| 9      | Germania | 0   | 1       | 0      | 1      |
| Totale | Totale   | 6   | 6       | 6      | 18     |